# Radikal 135
Radikal 135 mit der Bedeutung „Zunge“ ist eines von 29  der 214 traditionellen Radikale der chinesischen Schrift, die mit sechs Strichen geschrieben werden.
Mit 8 Zeichenverbindungen in Mathews’ Chinese-English Dictionary gibt es sehr wenige Schriftzeichen, die unter diesem Radikal im Lexikon zu finden sind.
Das Radikal „Zunge“ nimmt nur in der Langzeichen-Liste traditioneller Radikale, die aus 214 Radikalen besteht, die 135. Position ein. In modernen Kurzzeichen-Wörterbüchern kann es sich an ganz anderer Stelle finden. Im Neuen chinesisch-deutschen Wörterbuch aus der Volksrepublik China steht es zum Beispiel an 177. Stelle.
Orakelknochen und Siegelschrift-Form zeigen einen Mund, aus dem eine Zunge hervorsieht.
甜 (= süß) enthält die Zunge 舌 und 甘 (= süß), ist also ein kombiniertes Zeichen.
舐 (= lecken) und 舔 (= lecken) führen natürlich die Zunge 舌 als Sinnträger, während 氏 und 忝 als Lautträger fungieren.
Später nahm das Schriftzeichen 舌 die Funktion eines Lautträgers an. Ein solcher Ersetzungsvorgang verschaffte den Zeichen 活 (= leben), 刮 (= schälen), 鸹 (in: 老鸹 = Rabe) u. a. die Zunge 舌 als Komponente. Auch hier hat sie nur eine allgemeine Funktion.
In zahlreichen verkürzten Zeichen trat 舌 an die Stelle komplizierterer Komponenten, hat dort also ebenfalls keine besondere Bedeutung: 乱 (= Chaos), 适 (= geeignet), 辞 (= Ausdruck).
Bei 舍 (= Haus) enthält die Siegelschrift-Form im unteren Bereich eine 舌-ähnelnde Komponente, so dass auch hier 舌 nicht für Zunge steht.

## Schriftzeichenverbindungen, die vom Radikal 135 regiert werden
| Striche | Zeichen  |
| ------- | -------- |
| +0      | 舌       |
| +02     | 舍 舏    |
| +04     | 舐       |
| +05     | 舑       |
| +06     | 舒       |
| +08     | 舓 舔 舕 |
| +09     | 舖 舗    |
| +10     | 舘       |
| +12     | 舙       |
| +13     | 舚       |

 Im Unicodeblock Kangxi-Radikale ist das Radikal 135 unter der Codepointnummer 12.166 (U+2F86) codiert.